# Тиаго Монтейро
Тиаго Вагаросо да Коста Монтейро (на португалски: Tiago Vagaroso da Costa Monteiro) е бивш португалски автомобилен състезател, пилот от Формула 1. Има 37 старта в шампионата с общо 7 спечелени точки. В Гран При на САЩ през 2005 печели единствения подиум в кариерата си, след като завършва трети след пилотите на Ферари – Михаел Шумахер и Рубенс Баричело. В Белгия прибавя още 1 точка към актива си. Той държи рекорда за най-много поредни завършвания от новак във Формула 1 – общо 16.